# Lovadina
Lovadina is een plaats (frazione) in de Italiaanse gemeente Spresiano.